# Franz Josef-skägg

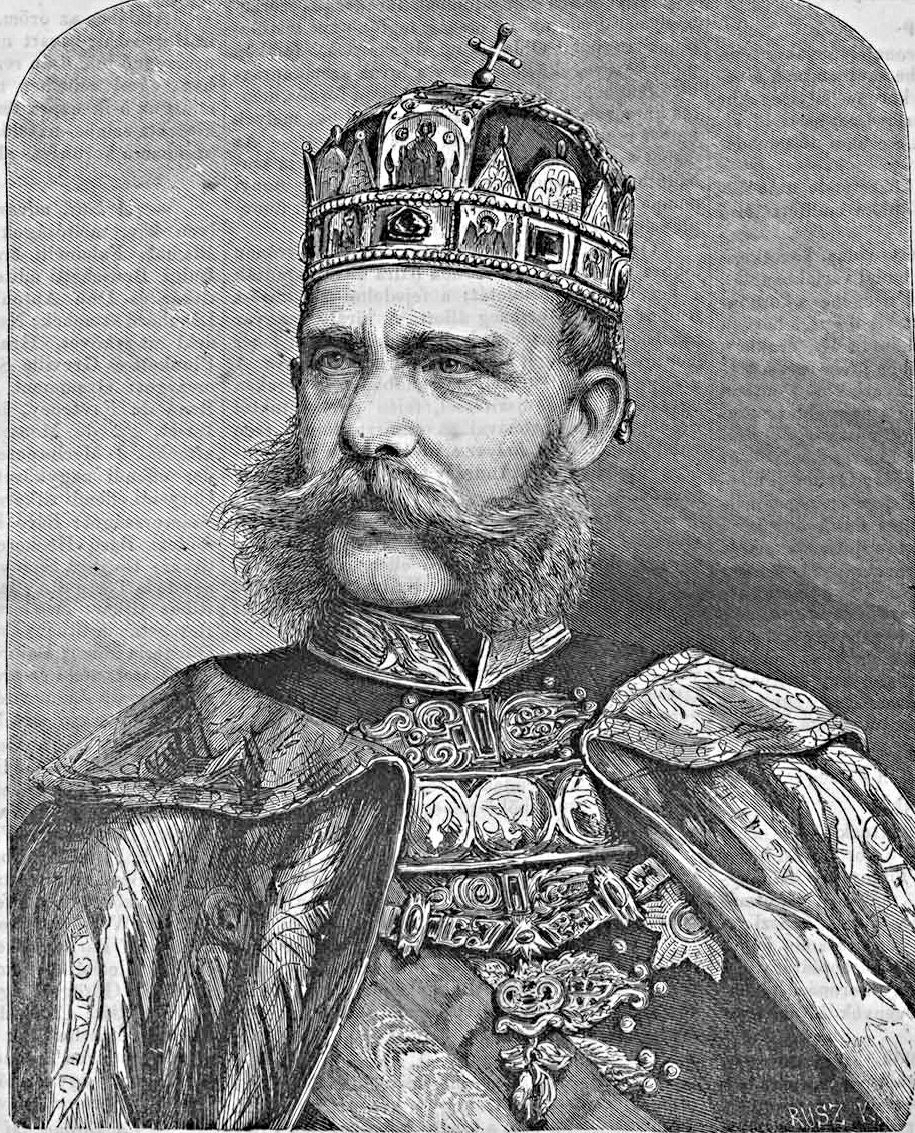
Frans Josef-skägget på upphovsmannen

Franz Josef-skägg, en skäggtyp som är sammansatt av ett par kraftiga polisonger och en stor mustasch. Skägget är uppkallat efter kejsaren Frans Josef I av Österrike.